# NGC 7059
NGC 7059 је спирална галаксија у сазвежђу Паун која се налази на NGC листи објеката дубоког неба.
Деклинација објекта је - 60° 0' 53" а ректасцензија 21h 27m 21,7s. Привидна величина (магнитуда) објекта NGC 7059 износи 11,8 а фотографска магнитуда 12,5. Налази се на удаљености од 33,281 милиона парсека од Сунца. NGC 7059 је још познат и под ознакама ESO 145-5, IRAS 21236-6013, PGC 66784.